# حادث تحطم طائرة توبوليف تي يو-154 التابعة لمصر للطيران عام 1974
وقع حادث تحطم طائرة توبوليف تي يو-154 التابعة لمصر للطيران عام 1974 في 10 يوليو 1974، حين تحطمت طائرة تدريب من طراز توبوليف تي يو-154 تابعة لشركة مصر للطيران بالقرب من مطار القاهرة الدولي، مما أسفر عن مقتل جميع أفراد الطاقم الستة الذين كانوا على متنها.

## عن الطائرة
كانت الطائرة من طراز توبوليف تو-154، وقد صُنعت في مصنع الطيران أفياكور. كانت هذه أول طائرة من نوع توبوليف تو-154 تُسلم لشركة مصر للطيران في 1 ديسمبر 1973، وحملت اسم “نفرتيتي” تيمناً بزوجة الفرعون المصري أخناتون.

## تفاصيل الحادث
كانت الطائرة تقوم برحلة تدريبية في مطار القاهرة الدولي وعلى متنها طاقم مكون من ستة أفراد؛ طيّاران من مصر للطيران وأربعة مدربين سوفييت. بعد ثلاث ساعات وأربع عشرة دقيقة من بدء الرحلة، نفذت الطائرة عملية هبوط ولمس المدرج (touch-and-go) على المدرج المعروف باسم المدرج 23. خلال هذه المناورة، ارتفعت مقدمة الطائرة بشكل مفرط قبل أن تدخل في حالة توقف هوائي (stall). تسبب ذلك في تحطم الطائرة على الأرض في الساعة 17:30 بالتوقيت المحلي، مما أدى إلى وفاة جميع الأشخاص الستة على متنها.

## أسباب الحادث
حدد المحققون أن الطيار الذي كان يقود الطائرة قام برفع مقدمة الطائرة بشكل مفرط، بالإضافة إلى وجود حسابات غير صحيحة لمركز الثقل. كما ساهم تحرك الأوزان الموازنة أثناء الرحلة في زيادة خطورة الوضع.

## العواقب
في العام التالي، عام 1975، أعادت مصر للطيران طائرات توبوليف تو-154 المتبقية إلى الاتحاد السوفيتي. وفي نفس السنة، خلال إنتاج طراز تو-154B،أُُضيفت أنظمة لمزامنة الجنيحات وإعادة ترتيب المثبتات لمنع حدوث حوادث مشابهة في المستقبل.